# Trichocereus tacaquirensis
Trichocereus tacaquirensis ist eine Pflanzenart aus der Gattung Trichocereus in der Familie der Kakteengewächse (Cactaceae). Das Artepitheton tacaquirensis verweist auf das Vorkommen der Art bei Tacaquira im bolivianischen Departamento Chuquisaca.

## Beschreibung
Trichocereus tacaquirensis wächst strauchig, verzweigt von der Basis mit gedrängt stehenden, aufsteigenden Zweigen und erreicht Wuchshöhen von bis zu 2,5 Metern. Die robusten, zylindrischen, dunkelgrünen Triebe erreichen einen Durchmesser von bis zu 15 Zentimeter. Es sind bis zu neun Rippen vorhanden, die bis zu 2 Zentimeter hoch sind. Die auf ihnen befindlichen großen Areolen sind weiß und stehen bis zu 1,5 Zentimeter voneinander entfernt. Die aus ihnen entspringenden Dornen lassen sich gelegentlich nicht deutlich in Mitteldornen und Randdornen unterscheiden. Die mehrheitlich ausstrahlenden, weißen bis rosafarbenen bis schwärzlichen Dornen sind borstig bis nadelig und greifen manchmal ineinander. Sie weisen eine Länge 1 von 6 Zentimeter auf.
Die trichterförmigen Blüten sind weiß bis zartrosafarben und bis zu 23 Zentimeter lang. Ihre Blütenröhre ist braun behaart. Die dunkelgrünen Früchte weisen einen Durchmesser von bis zu 4 Zentimeter auf.

## Verbreitung, Systematik und Gefährdung
Trichocereus tacaquirensis ist im Süden von Bolivien in Höhenlagen von 2000 bis 3500 Metern verbreitet.
Die Erstbeschreibung als Cereus tacaquirensis durch Friedrich Vaupel wurde 1916 veröffentlicht. Curt Backeberg stellte die Art 1959 in die Gattung Trichocereus. Ein weiteres nomenklatorisches Synonym ist Echinopsis tacaquirensis (Vaupel) H.Friedrich & G.D.Rowley (1974).
Unterarten
- Trichocereus tacaquirensis subsp. tacaquirensis
- Trichocereus tacaquirensis subsp. taquimbalensis (Cárdenas) Guiggi

Trichocereus tacaquirensis subsp. tacaquirensis

Die Unterart ist in den bolivianischen Departamentos Chuquisaca, Potosí und Tarija in mittleren und höhere Lagen von 2300 bis 3200 Metern verbreitet. Ihre Dornen sind nicht leicht in Mitteldornen und Randdornen zu unterscheiden.
Trichocereus tacaquirensis subsp. taquimbalensis

Die Erstbeschreibung als Trichocereus taquimbalensis durch Martín Cárdenas wurde 1953 veröffentlicht. Alessandro Guiggi stellte die Art 2012 als Unterart zu Trichocereus tacaquirensis. Trichocereus tacaquirensis subsp. taquimbalensis ist im bolivianischen Departamento Cochabamba auf trockenen Hängen in Höhenlagen von 2800 bis 3100 Metern verbreitet. Ihre Dornen sind leicht in Mitteldornen und Randdornen unterscheidbar.
In der Roten Liste gefährdeter Arten der IUCN wird die Art als „Least Concern (LC)“, d. h. als nicht gefährdet geführt.

## Nachweise